# Claustre de les Caputxines de Manresa
El Claustre de les Caputxines és una obra del municipi de Manresa (Bages) protegida com a bé cultural d'interès local.

## Descripció
Edifici conventual desenvolupat al voltant d'un claustre quadrangular integrat en la trama urbana. El claustre és l'element més important del convent, per ser la peça més antiga (una part, l'altra està reconstruït) i a la vegada la de major interès artístic. El pany de claustre que es conserva del s.XV és de factura gòtica, amb columnes de fust quadrilobats i capitells piramidals ricament esculpits en gran varietat de temes: florals, animals, paradís.
- Capitell I[1]: Capitell gòtic del claustre de les caputxines. Presenta una estructura piramidal, en ser part de l'angle ens trobem amb dos capitells enganxats, que a diferència de la resta de capitells ells descansen sobre un pilar al qual estant adossades dues columnes que descendeixen d'ells. La decoració és figurista -humana i animal- en la part més àmplia i important i floral en la superior. Narra escenes de l'Antic Testament.[1] El material emprat és la pedra.[1]
- Capitell II:[1] Capitell del claustre gòtic. De forma piramidal descansa sobre una columna de fust quadrilobat. Treballat en pedra, presenta una decoració que cobreix les quatre cares de la seva piràmide, escenes de l'antic testament, i una roseta petita en la part superior just al mig.[1]
- Capitell III:[1] Capitell gòtic que forma part de l'anomenat claustre. De forma piramidal descansa sobre una columna de fust quadrilobat. Treballat en pedra. Presenta una decoració floral-geomètrica que ocupa tota la seva superfície, en un relleu no gaire elevat. El seu coronament també presenta decoració.[1]
- Capitell IV:[1] Capitell piramidal amb decoració floral que descansa sobre una columna de fust quadrilobat. Tot ell treballat en pedra. També porta decoració més menuda en la part superior. El treball és bo i senzill. Està repartit en els quatre angles (són quatre fulles unides per les punxes superiors).[1]

## Història
El 1639 es basteix el convent i claustre de les caputxines (al claustre són utilitzades columnes i capitells gòtics del s.XV procedents de l'enderrocat convent de Valldaura). Més endavant, el 1679 es basteix el temple annex al convent.
El 1909, durant la Setmana Tràgica és cremat el convent i l'església, salvant-se part del claustre i la casa dels germans annexa al convent. El conjunt es va restaurar entre 1909 i 1911, i durant el segle XX es va reconstruir una església nova.